# نیوتون لانگویل
نیوتون لانگویل (به انگلیسی: Newton Longville) یک روستا و محله مدنی در بریتانیا است که در Aylesbury Vale واقع شده‌است. نیوتون لانگویل ۱٬۸۴۶ نفر جمعیت دارد.